# Louis Faurer

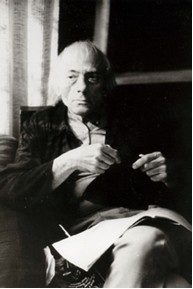
Louis Faurer in 1971

Louis Faurer (Philadelphia, 28 augustus 1916 -  New York, 2 maart 2001) was een Amerikaanse modefotograaf en een meester van de candid of straatfotografie. Meer dan twintig jaar werkte hij voor grote bladen als Harper's Bazaar, Vogue, Look, Life, Mademoiselle en Glamour.
Faurer  was een stille kunstenaar die nooit de brede publieke erkenning kreeg van zijn bekendste tijdgenoten, maar desondanks werd zijn werk geprezen door insiders als Robert Frank, William Eggleston en Edward Steichen. Deze laatste nam zijn werk op in de tentoonstellingen In and Out of Focus (1948) en The Family of Man (1955) van het Museum of Modern Art exhibitions. Het is met name zijn fotowerk uit de jaren 40, 50, en 60 waarvoor hij nu wordt herinnerd. Hij fotografeerde de straten van New York en Philadelphia, en legde de rusteloze energie van het stedelijk leven vast. Hij had daarbij bijzondere aandacht voor de eenzame mensen op Times Square voor wie hij volgens Robert Frank een diepe sympathie voelde.
- Bibsys: 13038387
- Bibliothèque nationale de France: cb123152703 (data)
- CiNii: DA06840671
- Gemeinsame Normdatei: 124395988
- International Standard Name Identifier: 0000 0000 8168 3069
- Library of Congress Control Number: n82270568
- Nationale Bibliotheek van Tsjechië: xx0251839
- Nationale Bibliotheek van Israël: 987007449501305171
- Nederlandse Thesaurus van Auteursnamen: 242230601
- PIC: 3002
- Réseau des bibliothèques de Suisse occidentale: 02-A003233481
- RKD-Nederlands Instituut voor Kunstgeschiedenis: 225057
- SNAC: w68d0pwc
- Système universitaire de documentation: 032048661
- Union List of Artist Names: 500022535
- Virtual International Authority File: 95820016
- WorldCat: E39PBJtRK9Hdg9DKpR4Gyj74MP